# Wplace
Wplace（ダブリュープレイス）は、2025年7月21日に公開されたドット絵ウェブサイト。ムリロ・マツバラが開発した。ユーザーは世界地図上でピクセルの色を1つずつ変更することでキャンバスを編集することができる。このウェブサイトは、Redditでホスティングされていた協同プロジェクトであるr/placeが元となっている。

## 概要
個々のユーザーは、4兆ピクセルのいずれかを変更することで、オンラインキャンバス上の世界地図を編集できる。ユーザーは、配置できるピクセルの数が30個までに制限された状態から開始する。ユーザーが描くピクセルが増えるにつれて最大容量が拡大し、30秒ごとに消費したピクセルも一つ回復する
。このサイトは、どの国と地域が最も多くのピクセルを保有しているかを示す記録も掲載されている。2025年8月7日時点でのトップはブラジルで、5億ピクセル以上を保有していた。このようなルールにより、ユーザー間で頻繁に競争が発生し、各ユーザーは自分の絵を完成させようとして、前そこにあった絵や隣接する絵を消してしまうことがある。
4日間で100万人以上のユーザーを集め、TikTok、Reddit、Xなどのプラットフォームで人気を博し、特にドイツやブラジルなどで人気が高まった。ユーザーは、著名なコンピュータゲーム、アニメ、ミーム、インターネット文化を基にした絵をよく描く。『Among Us』、『DELTARUNE』、『Hollow Knight』、『星のカービィ』、『オーバーウォッチ』、『ソニック』、『マリオ』、『OneShot』、『UNDERTALE』、『スターデューバレー』といったコンピュータゲーム作品が、このウェブサイトで頻繁に取り上げられている。Wplaceは、企業の事務所がある場所にアートが制作されるなどで、ファンと企業のコミュニケーションを図る試みとしても活用された。同接数が非常に多いため、ウェブサイトでは多くの技術的問題が発生し、既存のユーザーがキャンバスを編集できるにもかかわらず、新しいユーザーが登録できないという問題が発生した。
『新世紀エヴァンゲリオン』の舞台地となった神奈川県の箱根には作中に登場するエヴァ初号機や碇シンジが描かれるなど、アニメ作品やゲーム作品などの舞台地となった地域の地図上にその作品に因んだファンアートを描くユーザーもいる。